# Grande Prêmio da China
O Grande Prêmio da China teve sua primeira prova em 26 de setembro de 2004, com a vitória do brasileiro Rubens Barrichello.
O Circuito Internacional de Xangai está localizado na cidade de Xangai, República Popular da China, e é o autódromo mais caro da história. A sua construção custou cerca de 240 milhões de dólares.

## Grande Prêmio da China

### Vencedores por ano
| Ano                                                       | Piloto             | Construtor                 | Local  | Detalhes |
| --------------------------------------------------------- | ------------------ | -------------------------- | ------ | -------- |
| 2004                                                      | Rubens Barrichello | Ferrari                    | Xangai | Detalhes |
| 2005                                                      | Fernando Alonso    | Renault                    | Xangai | Detalhes |
| 2006                                                      | Michael Schumacher | Ferrari                    | Xangai | Detalhes |
| 2007                                                      | Kimi Räikkönen     | Ferrari                    | Xangai | Detalhes |
| 2008                                                      | Lewis Hamilton     | McLaren-Mercedes           | Xangai | Detalhes |
| 2009                                                      | Sebastian Vettel   | Red Bull Racing-Renault    | Xangai | Detalhes |
| 2010                                                      | Jenson Button      | McLaren-Mercedes           | Xangai | Detalhes |
| 2011                                                      | Lewis Hamilton     | McLaren-Mercedes           | Xangai | Detalhes |
| 2012                                                      | Nico Rosberg       | Mercedes                   | Xangai | Detalhes |
| 2013                                                      | Fernando Alonso    | Ferrari                    | Xangai | Detalhes |
| 2014                                                      | Lewis Hamilton     | Mercedes                   | Xangai | Detalhes |
| 2015                                                      | Lewis Hamilton     | Mercedes                   | Xangai | Detalhes |
| 2016                                                      | Nico Rosberg       | Mercedes                   | Xangai | Detalhes |
| 2017                                                      | Lewis Hamilton     | Mercedes                   | Xangai | Detalhes |
| 2018                                                      | Daniel Ricciardo   | Red Bull Racing-TAG Heuer  | Xangai | Detalhes |
| 2019                                                      | Lewis Hamilton     | Mercedes                   | Xangai | Detalhes |
| Cancelado entre 2020 e 2023 devido à Pandemia de COVID-19 |                    |                            |        |          |
| 2024                                                      | Max Verstappen     | Red Bull Racing-Honda RBPT | Xangai | Detalhes |
| 2025                                                      | Oscar Piastri      | McLaren-Mercedes           | Xangai | Detalhes |
| Fontes:                                                   |                    |                            |        |          |

### Vitórias por piloto
| Total   | Piloto             | Vitórias                           |
| ------- | ------------------ | ---------------------------------- |
| 6       | Lewis Hamilton     | 2008, 2011, 2014, 2015, 2017, 2019 |
| 2       | Fernando Alonso    | 2005, 2013                         |
| 2       | Nico Rosberg       | 2012, 2016                         |
| 1       | Rubens Barrichello | 2004                               |
| 1       | Michael Schumacher | 2006                               |
| 1       | Kimi Raikkonen     | 2007                               |
| 1       | Sebastian Vettel   | 2009                               |
| 1       | Jenson Button      | 2010                               |
| 1       | Daniel Ricciardo   | 2018                               |
| 1       | Max Verstappen     | 2024                               |
| 1       | Oscar Piastri      | 2025                               |
| Fontes: |                    |                                    |

### Vitórias por equipe
| Total   | Equipe          | Vitórias                           |
| ------- | --------------- | ---------------------------------- |
| 6       | Mercedes        | 2012, 2014, 2015, 2016, 2017, 2019 |
| 4       | Ferrari         | 2004, 2006, 2007, 2013             |
| 4       | McLaren         | 2008, 2010, 2011, 2025             |
| 3       | Red Bull Racing | 2009, 2018, 2024                   |
| 1       | Renault         | 2005                               |
| Fontes: |                 |                                    |

### Vitórias por país
| Total   | País          | Vitórias                                 |
| ------- | ------------- | ---------------------------------------- |
| 7       | Reino Unido   | 2008, 2010, 2011, 2014, 2015, 2017, 2019 |
| 4       | Alemanha      | 2006, 2009, 2012, 2016                   |
| 2       | Espanha       | 2005, 2013                               |
| 2       | Austrália     | 2018, 2025                               |
| 1       | Brasil        | 2004                                     |
| 1       | Finlândia     | 2007                                     |
| 1       | Países Baixos | 2024                                     |
| Fontes: |               |                                          |

### Recordes de pista
|                       |                    |            |          |          |      |
| Xangai                | País/Piloto        | Construtor | Tempo    | Extensão | Ano  |
| Pole position         | Sebastian Vettel   | Ferrari    | 1:31.095 | 5.451 km | 2018 |
| Melhor volta na prova | Michael Schumacher | Ferrari    | 1:32.238 | 5.451 km | 2004 |
| Fontes:               |                    |            |          |          |      |